# برايس باير
برايس باير (بالإنجليزية: Bryce Bayer)‏  (و. 1929 – 2012 م) هو عالم، وفيزيائي أمريكي، ولد في بورتلاند، مين، توفي في باث، عن عمر يناهز 83 عاماً.

## التعليم
تعلم في يونفيرسيتي اوف مين.